# Silnik widlasty

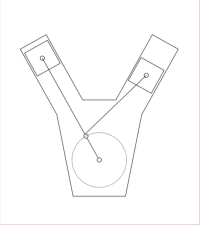
Rys. Schemat kinematyczny
silnika widlastego. Układ z korbowodami na wspólnych czopach wału korbowego

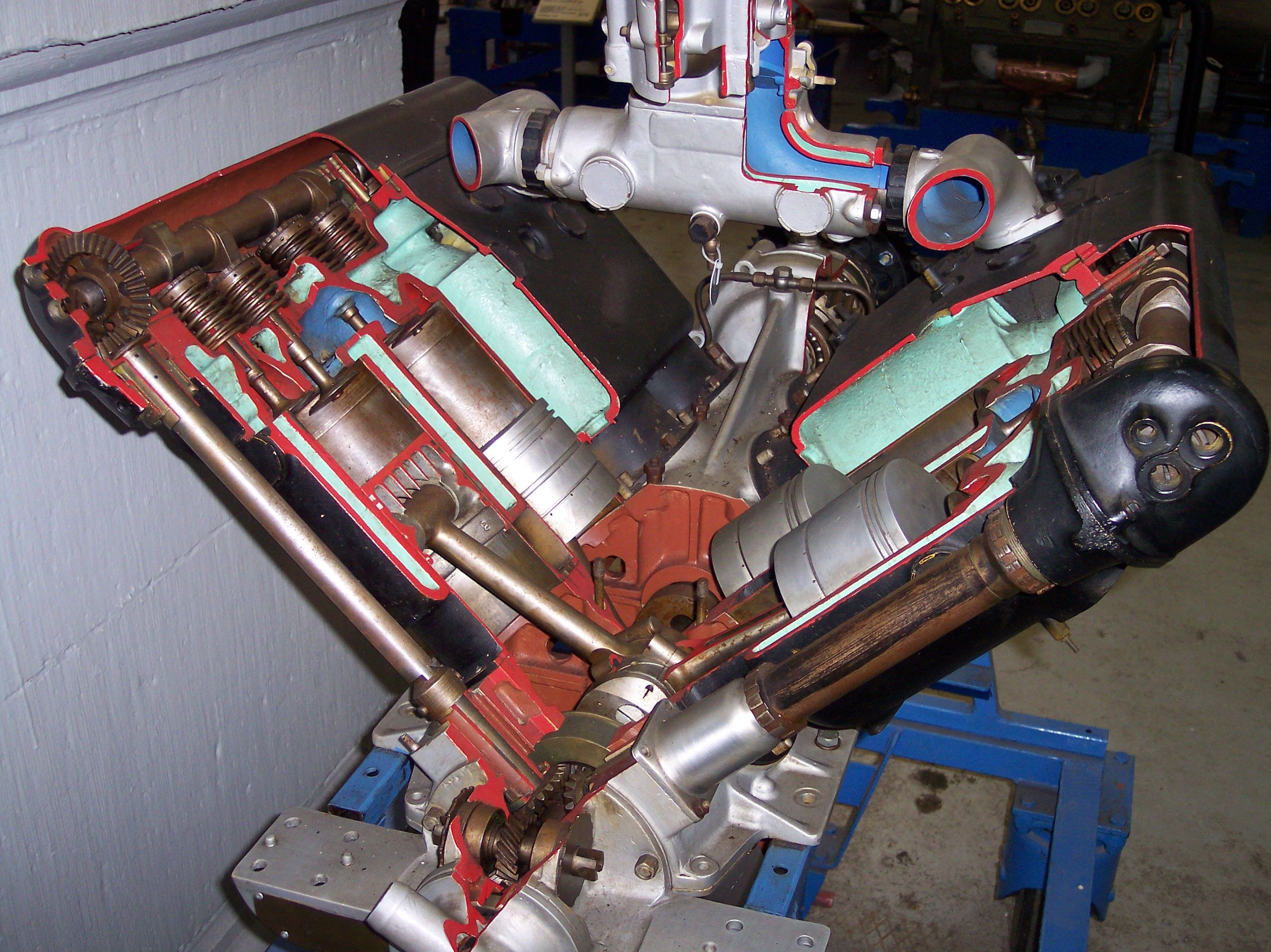
Przekrój lotniczego silnika V8

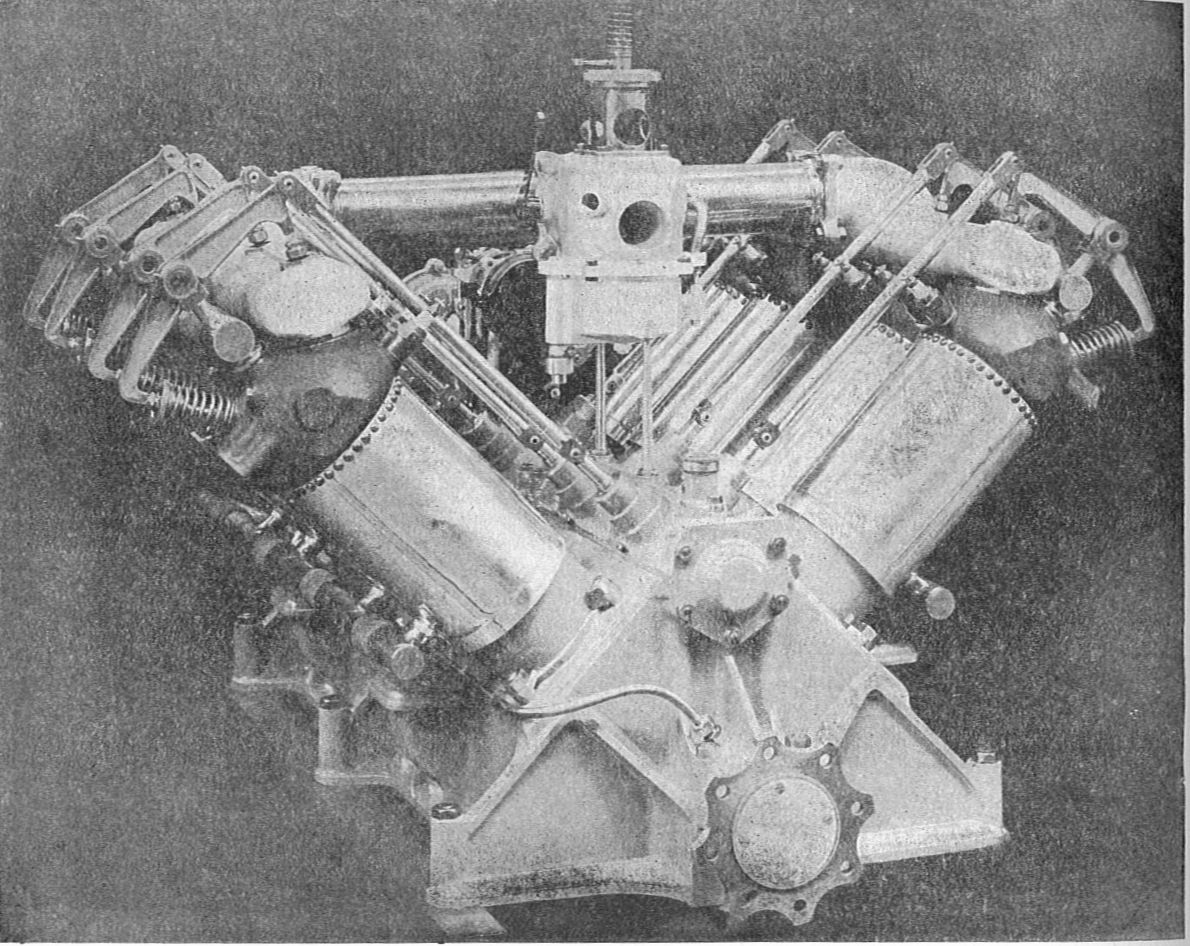
Silnik V8 z 1905

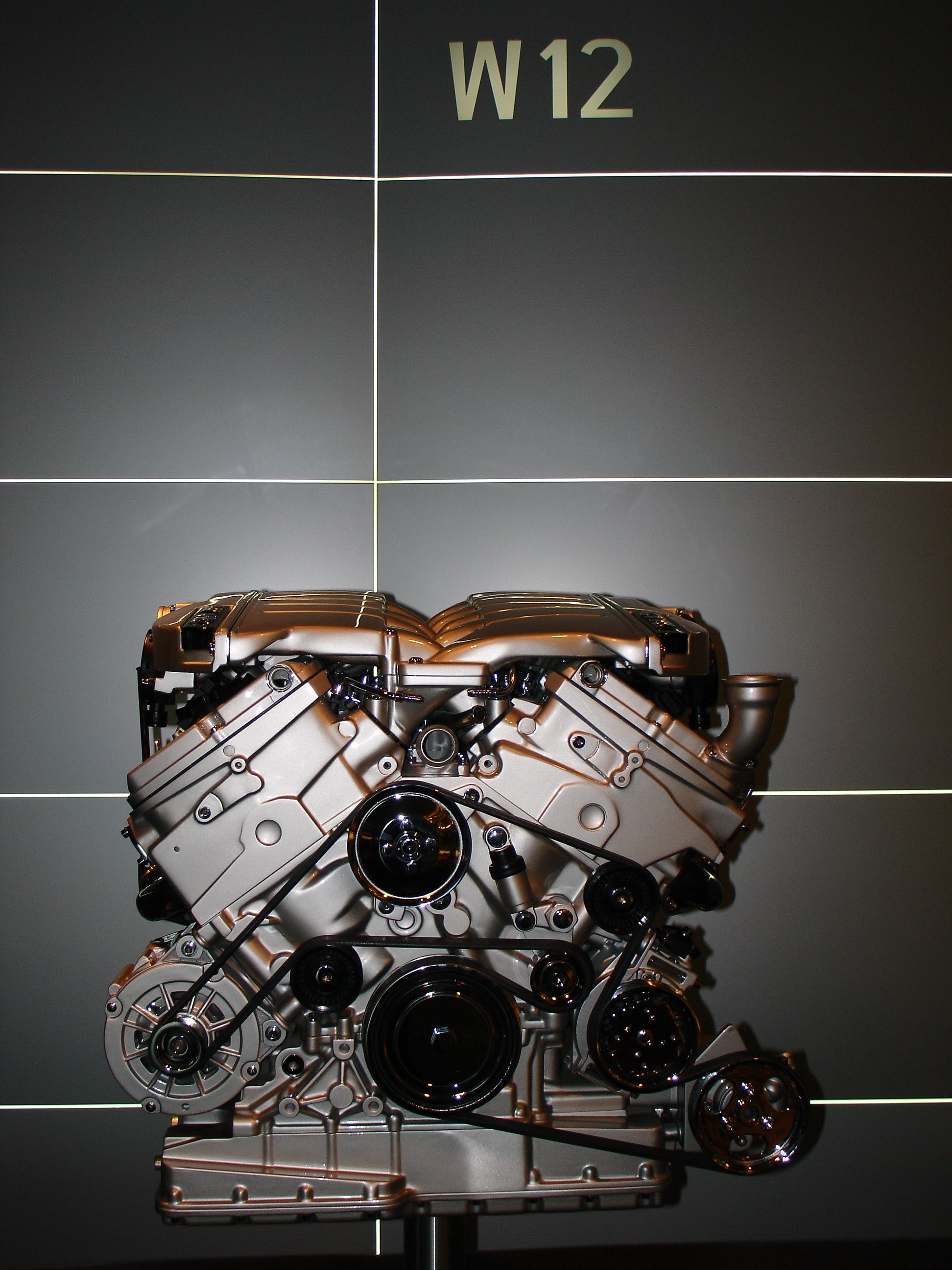
Silnik W12 dwuwidlasty w wersji Volkswagena

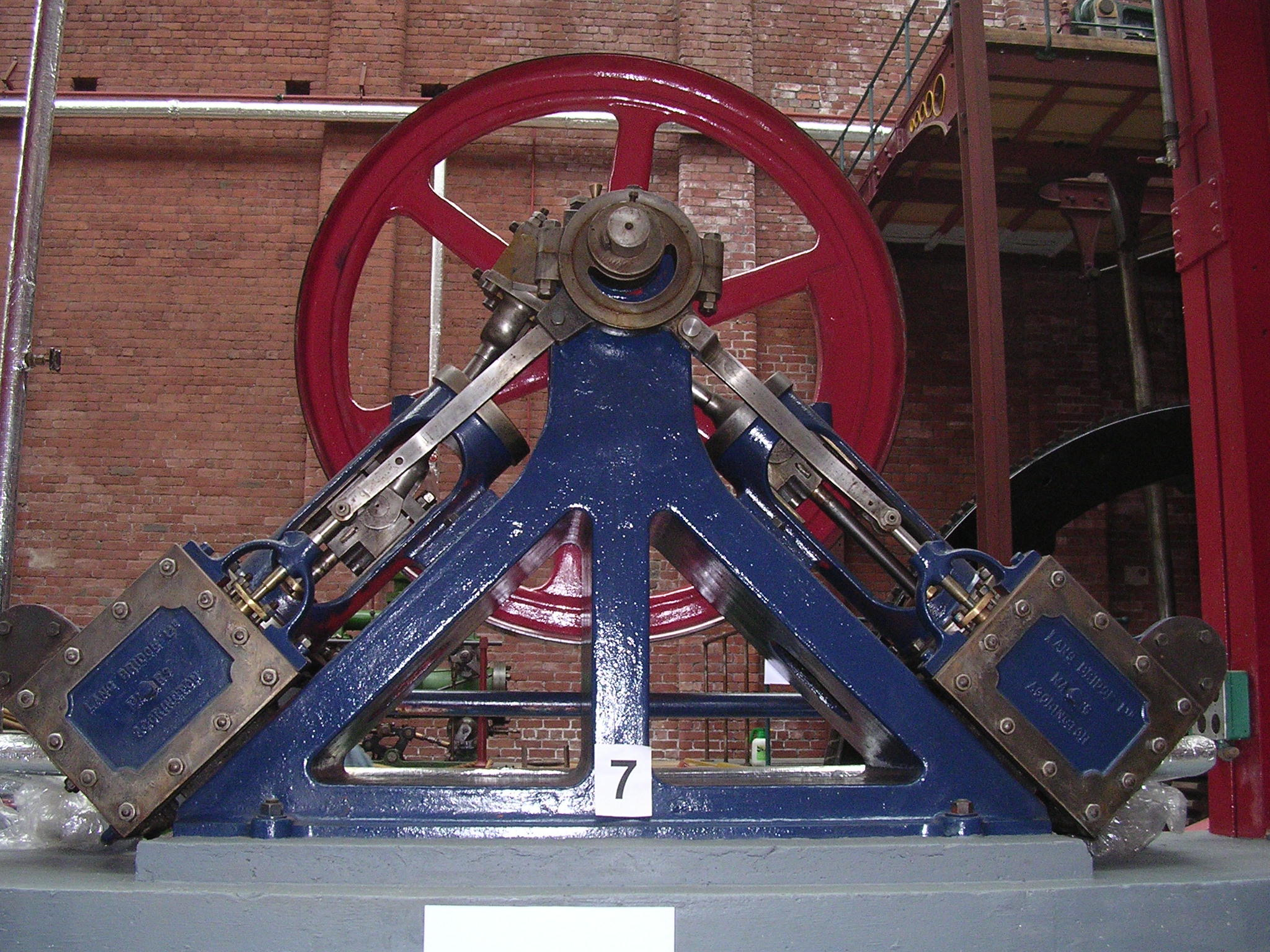
Maszyna parowa V2

Silnik widlasty (silnik typu V) – silnik tłokowy wielocylindrowy rzędowy, w którym cylindry umieszczone są w dwóch rzędach usytuowanych względem siebie pod pewnym kątem, np. 90°. Oba rzędy cylindrów napędzają jeden wspólny wał korbowy. Specyficzną odmianą jest płaski silnik V – rozwarcie między rzędami cylindrów  wynosi 180°, nie mylić z bokserem.
Spotyka się następujące silniki widlaste:
- V2 – stosowane do napędu motocykli, np. Harley-Davidson, Moto Guzzi,  Yamaha Virago, Yamaha V-Star
- V4 – pionierem w produkcji tego typu silników jest Lancia. Pojawiły się one w latach 20. XX wieku. Stosowali je też inni producenci samochodów m.in. V4 produkowane w kolońskiej fabryce Ford, stosowane  w samochodach Ford Granada, Ford Taunus. Konstrukcja Forda zastosowana została również w Saabie 95. Silnik znalazł również zastosowanie w samochodach młodszych – Pontiac 1.8. Obecnie konstrukcja stosowana do napędu motocykli np. Honda VFR[potrzebny przypis]
- V5 – najbardziej nietypowy z silników o układzie V. Konstrukcja Volkswagena. Powstał jako rozwinięcie koncepcji silnika VR6. Jednostka V5 montowana była w Volkswagenach Passat/Golf/Bora/Jetta, a także w Seacie Toledo (typu 1M) z roku 1999.
- V6 – zaprezentowany po raz pierwszy w 1950 roku przez producenta samochodów Lancia. Najpopularniejsza konstrukcja sześciocylindrowych silników do napędu samochodów osobowych. Znajduje zastosowanie w wielu pojazdach – stosowane przez konstruktorów znakomitej większości modeli oraz jako silniki bolidów F1. Warto wymienić również konstrukcje VR6 – silnik Volkswagena o niewielkim kącie rozwidlenia[potrzebny przypis].
- V8 – np. w Audi V8 3.6, 4.2 BMW 3.0 do 4.9, silniki Mercedesa, Ferrari, Maserati oraz silniki bolidów F1. Konstrukcja bardzo często stosowana jako jednostka napędowa samochodów amerykańskich,
- W8 – silnik podwójnie widlasty, zbudowany z dwóch połączonych jednostek V4. Montowany był w samochodzie Volkswagen Passat W8.
- V10 – np. Audi, Lamborghini, Dodge Viper, Volkswagen Touareg, Volkswagen Phaeton (diesel), BMW M5 i M6 oraz do 2005 roku silniki bolidów F1.
- V12 – np. Aston Martin, Audi, BMW, Ferrari, Lamborghini, Mercedes-Benz,
- W12 – silnik podwójnie widlasty, zbudowany z trzech rzędów po 4 cylindry każdy. Koncern VW produkuje silniki W12 w innej konfiguracji (oznaczane czasem WR12), zbudowane z czterech rzędów (dwóch połączonych jednostek V6) po 3 cylindry każdy
- V16 – układ stosowany w dużych silnikach kolejowych i okrętowych oraz do celów energetyki. Stosowany również do napędu samochodów osobowych marki Cadillac przed II wojną światową
- W16 – silnik podwójnie widlasty, w samochodach koncernu VW zbudowany z czterech rzędów (dwóch połączonych jednostek V8) po 4 cylindry każdy. Znany z samochodu Bugatti Veyron.
- V18 – układ stosowany w dużych silnikach kolejowych i okrętowych oraz do celów energetyki.
- W18 – silnik podwójnie widlasty, próbował zastosować go VW w samochodach Bugatti i na jego podstawie VW stworzył silnik W18. Bardzo nietypowy, posiadał 3 rzędy po 6 cylindrów.
- V20 – układ stosowany w silnikach okrętowych oraz do celów energetyki.
- V24 – układ stosowany w silnikach okrętowych oraz do celów energetyki.

Silniki stosowane do napędu lokomotyw spalinowych są budowane w układach od R6 wzwyż. Lokomotywy używane w Polsce mają silniki typu R6, V8, V12, V16 oraz silnik dwurzędowy (zob. ST43). Silnik widlasty V8 ma gorsze wyrównoważenie niż silnik R6, gdyż dopiero od 6 wykorbień wzwyż wału korbowego tzw. siły pierwszego i drugiego rzędu są sprowadzone do zera. W konstrukcjach współczesnych stopniowo odchodzi się od silników z liczbą cylindrów większą niż 12. Jest to spowodowane dużymi kosztami produkcji i serwisu tych silników, natomiast wysokie parametry robocze (moc, moment obrotowy) udaje się uzyskać poprzez wydajne układy doładowania silnika.

## Cechy silnika widlastego
- Zalety
  - Mniejsza długość silnika (krótszy wał korbowy)
  - Bardziej zwarta konstrukcja
  - Możliwość uzyskania dużych pojemności skokowych i dużych mocy

- Wady
  - Bardziej złożona konstrukcja stopy korbowodu
  - Przy stosowaniu korbowodu doczepnego różna pojemność skokowa pomiędzy cylindrami pierwszego i drugiego rzędu (różnice pomijalne)
  - Przy pewnych kątach rozwidlenia skłonność do drgań silnika.